# Mourdass
Mourdass (ou Mbourdas) est une localité du Cameroun située dans le département du Logone-et-Chari et la Région de l'Extrême-Nord, à proximité  de la rive sud du lac Tchad et de la frontière avec le Nigeria. Elle fait partie de la commune de Hile-Alifa.

## Population
Lors du recensement de 2005, 644 personnes y ont été dénombrées.
Le 24 août 2015, sept habitants de Mourdass ont été retrouvés égorgés par des membres de Boko Haram. 